# Lotta ai I Giochi del Mediterraneo
I tornei di lotta ai I Giochi del Mediterraneo si sono svolti nel 1951 ad Alessandria d'Egitto, in Egitto.
Il programma ha previsto tornei di lotta libera e lotta greco-romana maschile, con 8 categorie per ciascuna disciplina.

## Podi

### Lotta libera
| Evento | Oro             | Argento                | Bronzo                   |
| 52 kg  | Hasan Gemici    | Muhammad al-Ward       | Mohamed Dib El Sass      |
| 57 kg  | Cemıl Sarıbacak | Sad Hafiz Szihata      | Sotirios Panagiotopoulos |
| 63 kg  | Bayram Şit      | Dżamil Isawi           | Elie Naasan              |
| 70 kg  | Tevfik Yüce     | Garibaldo Nizzola      | Asad Ein Amin            |
| 73 kg  | Bekir Büke      | Mohamed Abdelaziz Badr | Albino Vidali            |
| 79 kg  | İsmet Atlı      | Hassan Abdou           | Michel Assab Eid         |
| 87 kg  | Bektaş Can      | Michel Skaff           | M. Abdallah              |
| +87 kg | Kemal Dişiçürük | El Zain                | Natale Vecchi            |

### Lotta greco-romana
| Evento | Oro                   | Argento                 | Bronzo              |
| 52 kg  | Ignazio Fabra         | Dżamil Isawi            | Mohamed Dib El Sass |
| 57 kg  | Mahmud Hasan          | Giovanni Cocco          | Zakaria Chihab      |
| 62 kg  | Antonio Randi         | El-Sayed Mohamed Kandil | Ibrahim Bayonne     |
| 67 kg  | Kamil Husajn          | Charif Damage           | Umberto Trippa      |
| 77 kg  | Adel Ibrahim Moustafa | Khalil Taha             | Halabi              |
| 79 kg  | Antonio Cerroni       | Muhammad Musa           | Asad Eid            |
| 87 kg  | Umberto Silvestri     | Ibrahim Orabi           | Michel Skaff        |
| +87 kg | Guido Fantoni         | Andonios Jeorgulis      | Bagdadi             |

## Medagliere
La nazione ospitante è evidenziata.
| Posizione | Paese   | Oro | Argento | Bronzo | Totale |
| --------- | ------- | --- | ------- | ------ | ------ |
| 1         | Turchia | 8   | 0       | 0      | 8      |
| 2         | Italia  | 5   | 2       | 3      | 10     |
| 3         | Egitto  | 3   | 10      | 1      | 14     |
| 4         | Libano  | 0   | 3       | 7      | 10     |
| 5         | Grecia  | 0   | 1       | 1      | 2      |
| 6         | Siria   | 0   | 0       | 4      | 4      |
| Totale    | Totale  | 16  | 16      | 16     | 48     |